# Franco Flores
Franco Valentín Flores (Pergamino, 28 maggio 1993) è un calciatore argentino, difensore del Dep. Linares.

## Caratteristiche tecniche
È un difensore centrale.

## Carriera
Cresciuto nelle giovanili dell'Argentinos Juniors, debutta in prima squadra il 21 aprile 2012 disputando da titolare il match perso 1-0 contro il Colón.
Nel 2014 è stato ceduto per un breve periodo in prestito al Douglas Haig.